# Jean Ier d'Alexandrie
Pour les articles homonymes, voir Jean Ier.
Jean Ier, dit Jean Talaïa, fut brièvement patriarche d'Alexandrie à la mort de Timothée Salophaciole en 482.

## Biographie
Les sources à son sujet sont l'Histoire ecclésiastique d'Évagre le Scholastique, celle de Zacharie le Rhéteur, le Breviarium de Libérat de Carthage, ainsi que le texte intitulé Gesta de nomine Acacii, compte-rendu fait à Rome du schisme d'Acace.
Comme son prédécesseur, Jean Talaïa avait été moine au couvent de la Métanoia (dit couvent des Tabennésiotes) à Canope. Sous le patriarche Timothée, il fut megas oikonomos (administrateur) de l'Église d'Alexandrie, et apparaissait naturellement appelé à la succession. Il dirigea deux ambassades du patriarche auprès de l'empereur Zénon à Constantinople : l'une avec l'évêque Gennade d'Hermopolis, l'autre juste avant la mort du patriarche Timothée. Au cours de ces missions, il se concilia le Maître des offices, Illus, mais se fit un ennemi du patriarche de Constantinople Acace.
Il succéda à Timothée Salophaciole vers le début de l'année 482. Mais les appréhensions qui avaient motivé les missions à Constantinople se précisèrent : le 28 juin 482, l'empereur Zénon et le patriarche Acace officialisèrent leur politique de réconciliation avec les monophysites en promulguant l'Hénotique. D'autre part, pendant l'hiver 481-482 avait eu lieu une rupture entre Zénon et Illus, avec qui Jean Talaia avait sympathisé : Illus avait quitté Constantinople accompagné de ses partisans et gagné Antioche, portant désormais le titre de Maître de la milice en Orient. Enfin, après son élection comme patriarche, Jean Talaïa avait, paraît-il, commis un impair : il en avait avisé officiellement le pape et le patriarche d'Antioche, mais pas celui de Constantinople, et donc pas l'empereur.
Jean Talaïa avait donc perdu la faveur impériale, et de plus, partisan convaincu du concile de Chalcédoine, il refusa de souscrire à l'Hénotique. Son rival monophysite, Pierre Monge, accepta au contraire de signer, en donnant d'ailleurs à l'édit un sens qu'en principe il n'avait pas, celui d'une annulation pure et simple du concile de Chalcédoine. Le résultat fut qu'avant la fin de l'année 482, Jean Talaia fut évincé du patriarcat et remplacé par Pierre Monge, avec lequel le patriarche Acace entra en communion.
Jean Talaïa se rendit à Rome où il fut accueilli et soutenu par le pape Félix III : après avoir envoyé une légation à Constantinople, celui-ci réunit en juillet 484 un synode qui jeta l'anathème sur l'Hénotique et les patriarches Acace et Pierre Monge ; ce fut le début du « schisme acacien ».
Jean Talaïa resta en Italie, où il devint conseiller pour les affaires orientales des papes Félix III et Gélase Ier. Il tenta en vain de faire valoir ses droits au moment de la mort d'Acace (489) et au moment de celle de Zénon (491). Selon Libérat, Félix III le nomma en dédommagement évêque de Nole. Si cette information est exacte, il devait être mort en 496, car un autre évêque de Nole, Serenus, est signalé cette année-là.